# Tecomán (kommun i Mexiko)
Tecomán är en kommun i Mexiko.   Den ligger i delstaten Colima, i den södra delen av landet, 500 km väster om huvudstaden Mexico City.
Följande samhällen finns i Tecomán:
- Tecomán
- Madrid
- Colonia Ladislao Moreno
- Callejones
- La Colonia
- Arturo Noriega Pizano